# Salzbergwerk Artjomsol

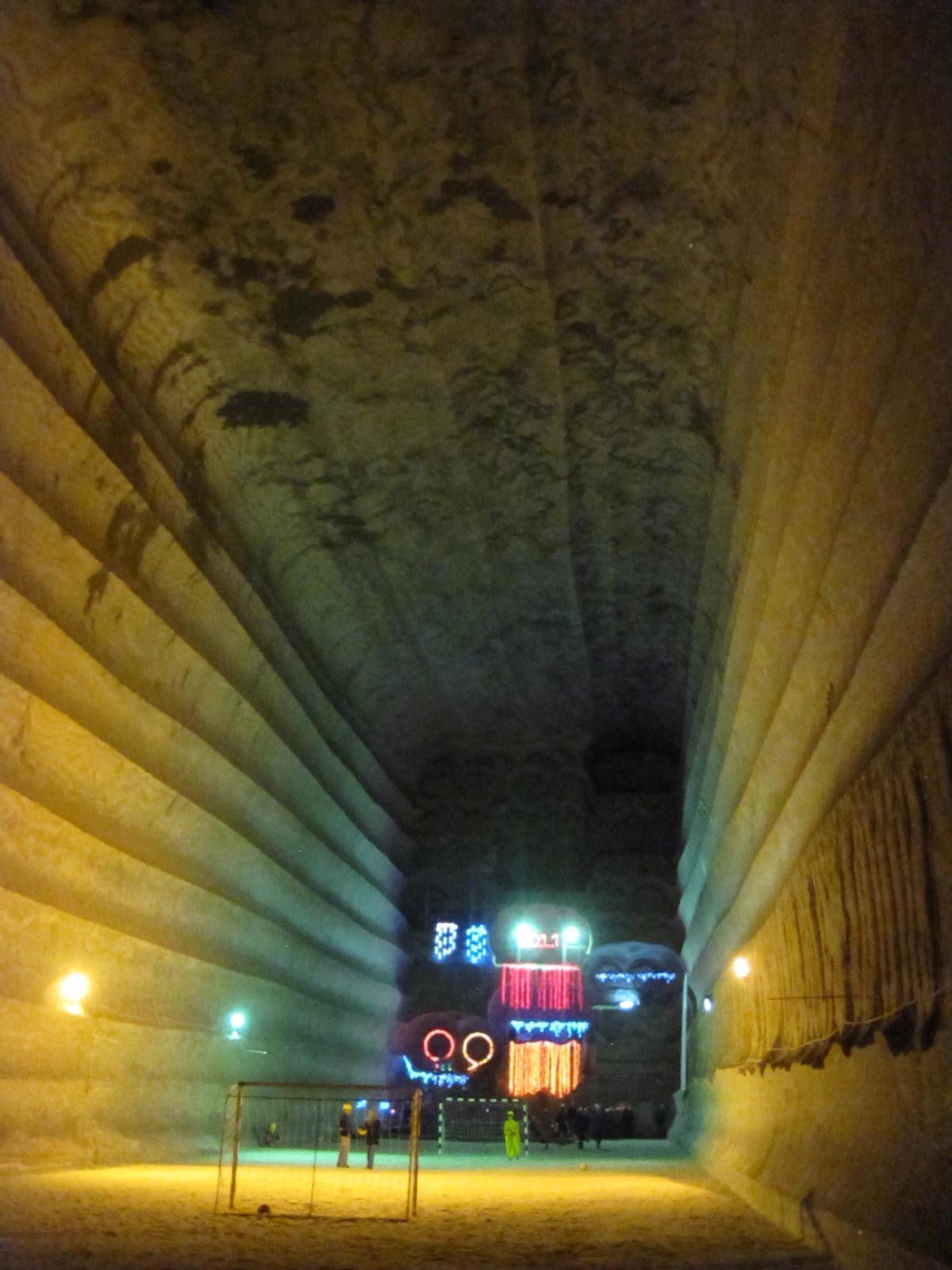
Fußballtore in einer Abbaukammer

Das Salzbergwerk Artjomsol ist ein  Steinsalzbergwerk in der ukrainischen Stadt Soledar. Es wird von dem staatlichen Konzern Artjomsol betrieben. Der Salzbergbau in Soledar begann in der zweiten Hälfte des 19. Jahrhunderts.
Die Grubenbaue erstrecken sich auf einer Gesamtlänge von etwa 201 km in einer Teufe von bis zu 288 m unter Tage. Das Salz wurde in Kammern abgebaut, die bis zu 30 m hoch sind. Die 135 m lange, 17 m breite und 24 m hohe Kammer 41 ist besonders groß. In ihr fanden bereits Fußballspiele und Konzerte statt.